# سیارک ۲۶۷۳۳
سیارک ۲۶۷۳۳ (به انگلیسی: 26733 Nanavisitor، نامگذاری:2001HC16) بیست و شش هزار و هفتصد و سی و سومین سیارک کشف شده‌است که در ۲۲ آوریل ۲۰۰۱ کشف شد.
قدر مطلق سیارک برابر ۱۱.۲ است.